# Моньенен
Моньене́н (фр. Mogneneins) — коммуна во Франции, находится в регионе Рона — Альпы. Департамент — Эн. Входит в состав кантона Туассе. Округ коммуны — Бурк-ан-Брес.
Код INSEE коммуны — 01252.

## География
Коммуна расположена приблизительно в 360 км к юго-востоку от Парижа, в 45 км севернее Лиона, в 33 км к западу от Бурк-ан-Бреса.
На западе коммуны протекает река Сона.

## Климат
Климат полуконтинентальный с холодной зимой и тёплым летом. Дожди бывают нечасто, в основном летом.

## Население
Население коммуны на 2010 год составляло 727 человек.
| 1962 | 1968 | 1975 | 1982 | 1990 | 1999 | 2010 |
| ---- | ---- | ---- | ---- | ---- | ---- | ---- |
| 399  | 409  | 373  | 442  | 491  | 572  | 727  |

## Администрация
| Период | Период | Фамилия          | Партия | Примечания |
| ------ | ------ | ---------------- | ------ | ---------- |
| 2001   | 2008   | Луи Дево         |        |            |
| 2008   | 2020   | Жан-Пьер Шампьон |        |            |

## Экономика
В 2010 году среди 476 человек трудоспособного возраста (15—64 лет) 368 были экономически активными, 108 — неактивными (показатель активности — 77,3 %, в 1999 году было 73,5 %). Из 368 активных жителей работали 331 человек (188 мужчин и 143 женщины), безработных было 37 (20 мужчин и 17 женщин). Среди 108 неактивных 35 человек были учениками или студентами, 38 — пенсионерами, 35 были неактивными по другим причинам.

## Достопримечательности
- Придорожное распятие (XVI век). Исторический памятник с 1991 года.[4]

## Фотогалерея
- Церковь
- Придорожное распятие
- Карта коммуны